# Oyster card

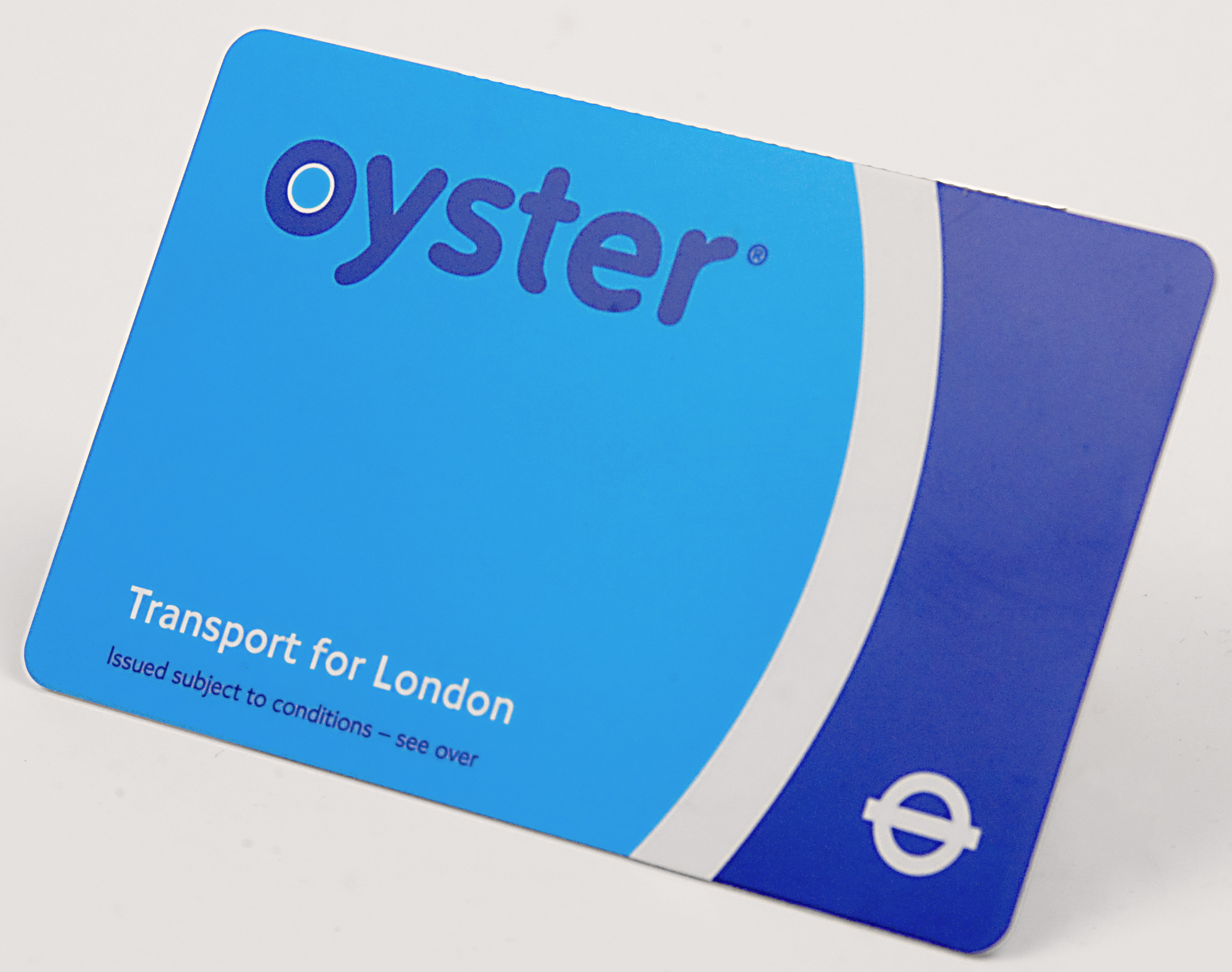
Oyster Card

Oyster card – bezdotykowa karta elektroniczna w standardzie Mifare wydawana przez Transport for London – firmę zarządzającą londyńskim systemem transportu miejskiego. Karty Oyster zostały wprowadzone w 2003 roku.
Karta ta jest wielkości karty kredytowej i zawiera pamięć elektroniczną. Przy wejściu na stację metra (czy do autobusu, DLR itp.) należy przyłożyć kartę do czytnika, w metrze dodatkowo otworzą się wówczas barierki – jest to tzw. touch-in, w wyniku czego z konta posiadacza karty automatycznie odliczana jest suma równa cenie odpowiedniego biletu. Oyster umożliwia również przejazdy w systemie Pay as you go (PAYG), czyli dla osób sporadycznie korzystających z komunikacji miejskiej. Kartę można doładować tak, jak doładowuje się telefony prepaid. Posiadany kredyt jest przypisany do karty.
Kartę Oyster można zarejestrować, dzięki temu w przypadku kradzieży lub zagubienia istnieje możliwość jej blokady. Historia podróży jest czyszczona z pamięci co 8 tygodni, zaś żadne inne dane osobiste na Oyster card nie są przechowywane. Poprzez serwis on-line istnieje możliwość doładowania oraz sprawdzania obecnego stanu konta na karcie. Można także zamówić automatyczne doładowywanie Oyster card. Dostępna jest także opcja otrzymywania powiadomień o ewentualnych zmianach i utrudnieniach w podróży.